# Volta à Guatemala
A Volta à Guatemala (em espanhol : Vuelta a Guatemala) é uma corrida de ciclismo por etapas disputadas na Guatemala. É organizada pela federação guatemalteca de ciclismo. Criada em 1957, tem integrado o calendário da Union cycliste internationale em 2002. Após uma edição de 2005 anulada por causa do furacão Stan, faz parte do UCI America Tour desde 2006, na categoria 2.2.
Durante a edição de 2004, nove corredores têm feito o objeto de controles antidopagem positivo à testosterona ou à EPO, cujos quatro primeiros da classificação geral : Lizandro Ajcú (vencedor), Noel Vásquez (2.º), Carlos López González (3.º), Federico Muñoz (4.º), Yeison Delgado (7.º), Nery Velásquez (9.º), José Reynaldo Murillo (15.º), David Calanche (17.º), Abel Jocholá (32.º). Todos foram descatalogados e vêem-se pronunciar as suspensões. Vários treinadores são sancionados igualmente por penas de suspensão de um ano ou a vida.
A edição de 2011 foi anulada pelos organizadores, poucos tempos antes o começo da prova. As chuvas diluvianas tinham estragado as estradas do percurso e para a segurança dos corredores, a prova era anulada (as estradas não estariam em condições no curto espaço de tempo). A 52ª edição tevelugar no mês de maio de 2012.

## Palmarés[9]

### Pódios
| Ano                | Vencedor                  | Segundo                      | Terceiro               |
| ------------------ | ------------------------- | ---------------------------- | ---------------------- |
| 1957               | Jorge Surqué              | Jorge Armas                  | Román Teja             |
| 1958               | Hernán Medina             | Honorio Rua                  | Roberto Buitrago       |
| 1959               | Aureliano Cuque           | Jorge Surqué                 | Carlos Rafael González |
| 1960               | Jorge Luque               | Eduardo Bustos               | Aureliano Cuque        |
| 1961               | Aureliano Cuque           | Rogelio Hernández Santibáñez | José Manuel López      |
| 1962               | Esteban Martín Jiménez    | Joel Aquino                  | Sabas Cervantes        |
| 1963               | Juan Pontaza              | Sabas Cervantes              | Joel Aquino            |
| 1964               | Rubén Darío Gómez         | Pablo Hernández              | Juan Pontaza           |
| 1965               | José Segú                 | Ventura Díaz                 | Luís Enrique Pineda    |
| 1966               | Saturnino Rustrián        | Joel Aquino                  | Gustavo Rincón         |
| 1967               | Benigno Rustrián          | Jorge Colindres              | Saturnino Rustrián     |
| 1968               | Manuel Galera             | Gustavo Rincón               | Saturnino Rustrián     |
| 1969               | Fulgencio Sánchez         | Enrique Sahagún              | Josep Albelda Tormo    |
| 1970               | Josep Albelda Tormo       | Juan Manuel Santisteban      | Antonio Menéndez       |
| 1971               | Mario Nufio               | Virgilio Pineda              | Saturnino Rustrián     |
| 1972               | Samuel Herrera            | Saturnino Rustrián           | Mario Nufio            |
| 1973               | Luis Leonardo Tovar       | Carlos Campaña               | Alberto Duarte Bernal  |
| 1974 Não disputado |                           |                              |                        |
| 1975               | Manuel Cejas              | Areliano Hernandez           | Tito Lugo              |
| 1976               | José Patrocinio Jiménez   | Wilfredo Insuasti            | Carlos Siachoque       |
| 1977               | José Patrocinio Jiménez   | Carlos Siachoque             | Luis Enrique Murillo   |
| 1978 Não disputado |                           |                              |                        |
| 1979               | Bernardo Colex            | Tito Lugo                    | Ignacio Mosqueda       |
| 1980               | Samuel Cabrera            | Israel Corredor              | Antônio Silvestre      |
| 1981               | Héctor Dubón              | Alexis Villalobos            | Miguel Arias           |
| 1982               | Rafael Tolosa             | Martín Ramírez               | Jesús María Segura     |
| 1983               | Víctor Castañeda          | Héctor Patarroyo             | Glenn Sanders          |
| 1984               | Edín Roberto Nova         | Antonio Londoño              | Óscar Vargas           |
| 1985               | Héctor Patarroyo          | Robenson Pacheco             | Andrés Brenes          |
| 1986               | Josué López               | Juan Arias                   | Marco Quezada          |
| 1987               | Orlando Castillo          | Jair Bernal                  | Dubán Ramírez          |
| 1988               | Edín Roberto Nova         | Leonardo Obispo              | Luis Morera            |
| 1989               | Dinael Vargas             | Edín Roberto Nova            | Jair Bernal            |
| 1990               | Adolfo Rico               | Raúl Gómez Suárez            | Edín Roberto Nova      |
| 1991               | Andrés Brenes             | Gustavo Mesén                | Alfredo Zamora         |
| 1992               | José Castelblanco         | Jair Bernal                  | Hugo Bolívar           |
| 1993               | José Robles               | Luis Cárdenas                | José Castelblanco      |
| 1994               | Eliecer Valdés            | Adolfo Rico                  | José Ibáñez            |
| 1995               | Jairo Hernández Montoya   | Ismael Sarmiento             | Luis Cárdenas          |
| 1996               | Graciano Fonseca          | Ismael Sarmiento             | Raúl Gómez Suárez      |
| 1997               | Rodolfo Muj               | John Lieswyn                 | José Robles            |
| 1998               | Ismael Sarmiento          | Ubaldo Mesa                  | Julio César Rangel     |
| 1999               | Fernando Wilfredo Escobar | Luis Orán Castañeda          | Miguel Arroyo          |
| 2000               | Fermín Méndez             | Gregorio Ladino              | Alexis Rojas           |
| 2001               | Gregorio Ladino           | Ismael Sarmiento             | Álvaro Lozano          |
| 2002               | Víctor Hugo González      | José Daniel Bernal           | Amílcar Gramajo        |
| 2003               | César Salazar             | Julio César Rangel           | Mauricio Ortega        |
| 2004               | Paulo Vargas              | Gregorio Ladino              | Carlos Maya            |
| 2005 Não disputado |                           |                              |                        |
| 2006               | Juan Carlos Rojas         | Hernán Darío Muñoz           | Juan Alberto Solís     |
| 2007               | Carlos López              | Rafael Montiel               | Carlos José Ochoa      |
| 2008               | Manuel Medina             | Johnny Morales               | Eduin Becerra          |
| 2009               | Juan Carlos Rojas         | Ismael Sarmiento             | Manuel Medina          |
| 2010               | Giovanny Báez             | Juan Pablo Suárez            | Francisco Colorado     |
| 2011 Não disputado |                           |                              |                        |
| 2012               | Ramiro Rincón             | Freddy Piamonte              | Román Villalobos       |
| 2013               | Óscar Sánchez             | Jonathan Millán              | Sebastián Tamayo       |
| 2014               | Alex Cano                 | Francisco Colorado           | Óscar Sevilla          |
| 2015               | Román Villalobos          | Jahir Pérez                  | Manuel Rodas           |
| 2016               | Román Villalobos          | Manuel Rodas                 | Víctor García          |
| 2017               | Manuel Rodas              | Alfredo Ajpacajá             | Álder Torres           |
| 2018               | Alfredo Ajpacajá          | Manuel Rodas                 | Jonathan de León       |
| 2019               | Manuel Rodas              | Alfredo Ajpacajá             | Mardoqueo Vásquez      |
| 2020               | Mardoqueo Vásquez         | Santiago Ordóñez             | Byron Guamá            |
| 2022               | Mardoqueo Vásquez         | Jahir Pérez                  | Santiago Montenegro    |
| 2023               | Gerson Toc                | Byron Guamá                  | Stalin Puentestar      |
| 2024               | Robinson Fabián López     | Mardoqueo Vásquez            | David Gonzalez         |

### Vitórias por países
| Vitórias País |                              |
| ------------- | ---------------------------- |
| 25            | Colômbia                     |
| 18            | Guatemala                    |
| 6             | Costa Rica · (em castelhano) |
| 2             | México                       |
| 1             | Cuba · Venezuela             |

## Volta da Juventude Guatemala
Uma Volta à Guatemala esperanças é organizado igualmente para os corredores de menos de 23 anos.
| Ano       | Ganhador              | Segundo                   | Terceiro          |
| --------- | --------------------- | ------------------------- | ----------------- |
| 1962      | Jaime Duarte          |                           |                   |
| 1963      | Marco Tulio Segura    |                           |                   |
| 1964      | Wenceslao Barillas    |                           |                   |
| 1965      | Benigno Rustrián      |                           |                   |
| 1966-1968 | não se disputou       | não se disputou           | não se disputou   |
| 1969      | Hugo Aguilar          |                           |                   |
| 1970      | César Augusto del Cid |                           |                   |
| 1971      | Jorge Flores          |                           |                   |
| 1972      | Francisco Santos      |                           |                   |
| 1973      | Federico Marroquín    |                           |                   |
| 1974      | Víctor Morais         |                           |                   |
| 1975      | Juan Aguilar          |                           |                   |
| 1976      | Juan Osorio           |                           |                   |
| 1977      | Ignacio Mosquera      |                           |                   |
| 1978      | Ricardo Hurtarte      |                           |                   |
| 1979      | René Ortíz            |                           |                   |
| 1980      | Celestino Gonon       |                           |                   |
| 1981      | Encarnación Juárez    |                           |                   |
| 1982      | Max Leiva             |                           |                   |
| 1983      | Sergio Pineda         |                           |                   |
| 1984      | Juan Torres           |                           |                   |
| 1985      | Olman Ramírez         |                           |                   |
| 1986      | Víctor Lechuga        |                           |                   |
| 1987      | Edgar López           |                           |                   |
| 1988      | Henry Cordova         |                           |                   |
| 1989      | Otto Otzoy            |                           |                   |
| 1990      | Mario Saquic          |                           |                   |
| 1991      | Anton Villatoro       |                           |                   |
| 1992      | Marlon Paniagua       |                           |                   |
| 1993      | Juan Cucuy Taj        |                           |                   |
| 1994      | Fermin Méndez         |                           |                   |
| 1995      | Fernando Escobar      |                           |                   |
| 1996      | Federico Ramírez      | Fermin Méndez             | Rafael Galindo    |
| 1997      | Fermin Méndez         |                           |                   |
| 1998      | Fernando Escobar      |                           |                   |
| 1999      | Guillermo Torres      |                           |                   |
| 2000      | Guillermo Torres      |                           |                   |
| 2001      | Neves Carrasco        |                           |                   |
| 2002      | Nery Velásquez        |                           |                   |
| 2003      | Johnny Morais         |                           |                   |
| 2004      | Lizandro Ajcú         |                           |                   |
| 2005      | Johnny Morais         |                           |                   |
| 2006      | Julián Yac            | Juan Alvarado             | Manuel Rodas      |
| 2007      | Edgar Och             | Rolando Solomán           | Irwin Hernández   |
| 2008      | Fredy Colop           | Mario Archila             | Asbel Rodas       |
| 2009      | Asbel Rodas           | Alfredo Ajpacajá          | Fredy Colop       |
| 2010      | Dorian Monterroso     | Fredy Colop               | Giovanni Choto    |
| 2011      | Walter Escobar        | Alder Torres              | Londy Morais      |
| 2012      | Alder Torres          | Nervin Jiatz              | Dorian Monterroso |
| 2013      | Nervin Jiatz          | Dorian Monterroso         | Osman Chicol      |
| 2014      | Nervin Jiatz          |                           |                   |
| 2015      | Dorian Monterroso     | Francisco Osweli González | Amílcar Méndez    |
| 2016      | Mardoqueo Vásquez     | Adolfo Vásquez            | Leonardo González |
| 2017      | Yeison Rincón         | Adolfo Vásquez            | Luis López        |
| 2018      | Luis Fernando Jiménez | Melvin Borón              | Fredy Toc         |
| 2019      | Luis López            | Fabián Cifuentes          | Fredy Toc         |